# 哈利·波特与魔法石 (游戏)
《哈利·波特与魔法石》是電視和電腦遊戲。最初四個版2001年由EA在個人電腦、Game Boy Color、Game Boy Advance及PlayStation發行。2002年發行了Mac的PC版，2003年發行了任天堂GameCube、PlayStation 2、Xbox的版本。本遊戲根據J·K·羅琳的《哈利波特》系列的第一集編寫。

## 角色

### 遊戲中可控制的角色
- 哈利·波特：遊戲的主角。他是葛來分多學院的成員，與榮恩和妙麗是好朋友。

### 遊戲中不可以控制的角色
- 妙麗·格蘭傑：哈利的好友。妙麗會協助哈利到達上課地點。
- 榮恩·衛斯理：哈利的好友。榮恩會帶領哈利到達上課地點。
- 弗雷和喬治·衛斯理：榮恩的兩位哥哥，他們惡作劇的能力是眾"巫師"皆知的。他們會在遊戲一開始時，教導哈利攀爬及跳躍的基本動作；也會在遊戲進行中以柏蒂全口味豆來交換巧克力青蛙。
- 跩哥·馬份：哈利的仇人。馬份經常會與他的好朋友—克拉和高爾一起出現。
- 阿不思·鄧不利多：霍格華茲的校長。鄧不利多會在遊戲中給予哈利一些有用的意見。
- 奎若教授：霍格華茲的黑魔法防禦術教師。被佛地魔控制。
- 麥教授：霍格華茲的變形學教師和葛來分多學院的教師。
- 胡奇夫人：霍格華茲的飛行訓練課教師。
- 賽佛勒斯·石內卜：霍格華茲的魔藥學教師和史萊哲林學院的教師，常偏袒自己學院的學生。
- 孚立維教授：霍格華茲的符咒學教師和雷文克勞學院的教師。
- 芽菜教授：霍格華茲的藥草學教師和赫夫帕夫學院的教師。
- 魯霸·海格：住在禁忌森林旁邊小屋的友善半巨人。
- 佛地魔：黑魔王(那個不能說出名字的人)。整套遊戲中最邪惡的人。哈利必須在遊戲的最後與他戰鬥。

## 外部連結
- 官方網站（英文）